# Mercedes Volait
Mercedes Volait est une historienne de l'art et directrice de recherche française spécialiste de l'architecture moderne du Caire. Elle dirige ses recherches à l'Institut national d'histoire de l'art. En 2022, elle reçoit la médaille d'argent du CNRS.

## Biographie

### Éducation
Mercedes Volait étudie l'architecture et reçoit son diplôme d'architecte diplômé par le gouvernement en 1982. En 1993, elle soutient sa thèse de doctorat en études moyen-orientales à l'université de Provence Aix-Marseille I sous la direction de Robert Ilbert. Son travail sur l'architecture et les architectes de l’Égypte moderne jugé « précurseur » par la critique ne sera publié qu'en 2005. En 2007, elle soutient sa seconde thèse dans le cadre de son habilitation universitaire à l'université Panthéon-Sorbonne sous la direction de Dominique Poulot.

### Carrière
En 1991, elle entre au CNRS en tant que chargée de recherche au Centre d'études et de recherches sur l'urbanisation du monde arabe.
En 2008, elle crée le laboratoire InVisu qu’elle dirige pendant dix ans. Entre 2017 et 2021, elle est membre de la direction du groupement d'intérêt scientifique Moyen-Orient et mondes musulmans (GIS MOMM). Elle copilote le projet DISTAM (Digital studies Asia Africa Middle East) labellisé de 2022 à 2025 avec Marie Bizais (maître de conférence et directrice du département d'études chinoises de l'université de Strasbourg) et Benjamin Guichard (de la BULAC). Ses recherches portant notamment sur la transformation de la ville du Caire aux XIXe siècle et XXe siècles. Elle œuvre à la numérisation des données de la recherche.

## Distinctions et récompenses
- 2022 :  
  - Médaille d'argent du CNRS[4]
  -  Chevalière de l'ordre national du Mérite[7].
- 2014 : prix du Festival de l'histoire de l'art[6]
- 2013 : prix maréchal-Louis-Hubert-Lyautey de l'Académie des sciences d’outre-mer pour Maisons de France au Caire : le remploi de grands décors mamelouks et ottomans dans une architecture moderne[6]
- 2009 : prix Jean-Édouard-Goby de l’Institut de France[6]
- 1991 : prix Michel-Seurat du CNRS [4]

## Publications

### Comme autrice
- Maisons de France au Caire : le remploi de grands décors mamelouks et ottomans dans une architecture moderne, Le Caire, IFAO Press, 2012, 304 p.  (ISBN 2724706366)[8],[9]
- Fous du Caire : excentriques, architectes et amateurs d’art en Égypte (1867-1914), Montpellier, L’Archange Minotaure, 2009, 297 p,  (ISBN 978-2-35463-039-3)
- Architectes et architectures de l’Égypte moderne (1820-1950) : genèse et essor d’une expertise locale, Paris, Maisonneuve & Larose, 2005[10].
- L'Égypte d'un architecte : Ambroise Baudry (1838-1906), avec Marie-Laure Crosnier Leconte, Paris, Somogy, 1998.
- L'Architecture moderne en Égypte et la revue al-'imara (1939 - 1959), Le Caire, CEDEJ, 1988 (réimprimé en 2003).

### Comme éditrice
- Émile Prisse d’Avennes, un artiste-antiquaire en Égypte au XIXe siècle, Le Caire : IFAO Press, 2013.
- Le Caire dessiné et photographié au XIXe siècle, Paris : Picard, 2013[11].
- L’Orientalisme architectural, entre imaginaires et savoirs (avec Nabila Oulebsir), Paris, Ed. Picard, 2009, 318 p.  (ISBN 9782708411319)[12]
- Urbanism - Imported or Exported? Native Aspirations and Foreign Plans (avec Joe Nasr), Chichester, Wiley-Academy, 2003.
- Le Caire, Alexandrie, Architectures européennes, 1850-1950, Le Caire : IFAO Press, 2001
- Figures de l'orientalisme en architecture, avec C. Bruant et S. Leprun, Revue des mondes musulmans et de la Méditerranée, n° 73/74, Marseille : Édisud, 1996

## Participation à des émissions de radio
Mercédes Volait participe depuis 2009 à des émissions de radio sur France Culture telles que Culture d'Islam (de 2009 à 2014) et plus récemment Le Cours de l'histoire ou Cultures Monde (2022).